# دوران طوفان های شدید
دوره طغیان‌های شدید ( ای ای آی ) یک دوره فرضی است که در طی آن چهار شکل زمین در استپ پونتیک-کاسپین - زمین‌های پست دریایی (حملات دریایی)، دره‌های رودخانه ( سیل‌های طغیان‌ شونده )، حملات دریایی (دریاچه‌های ترموکارست) و شیب‌ها ( سیل ) به شکل گسترده زیر آب رفتند. رویداد فاجعه آمیز در طول این دوره به نظر می رسد که بر زندگی انسان های گذشته تأثیر گذار بوده.

## سوابق پژوهش ها
در سال ۲۰۰۲، جغرافیدان روسی آندری ال. چپالیگا از نهاد جغرافیا در فرهنگستان علوم روسیه، این نظریه را برای توصیف رخداد های طبیعی، با پژوهش های میدانی و فعالیت های آزمایشگاهی که حامی این نظریه بودند، فرموله شد. بعد از آن داده های باستان شناسی آشکار می باشد که این دوره بر زندگی انسان موثر بوده. بعدها در مرحله نخست پژوهش، منابع برای رخداد های شدید آبی-اقلیمی میان ۱۶۰۰۰ تا ۱۸۰۰۰ پیش از میلاد در حوضه زهکشی خزر مورد بررسی واقع شد. پژوهش ها بر منابع آب برای این رخدادها، همچون سیلاب‌های گسترده در دره‌های رودخانه‌ها و ذوب شدن یخ‌های دائمی که حوضه‌های آبخیز را بیشتر می کند، معطوف بود. مرحله دوم پژوهش حاوی اتحاد زمانی رخدادها با استفاده از چینه شناسی، زمین‌ریخت‌شناسی و تاریخ گذاری رادیوکربن بود. این کار با نوسازی دیرینه هیدرولوژی حوضه ها، همچون سطح، مساحت، حجم و تبادل آب در میان حوضه ها دنبال شد. بعد از آن طبق داده‌های باستان‌شناسی، تأثیر رخدادها بر زندگی انسان های پیشین مورد برسی قرار گرفت. هدف پژوهش شرح جوامع این دوره بود.